# Шумська районна державна адміністрація
Шумська районна державна адміністрація (Шумська РДА) — колишній орган виконавчої влади в Шумському районі Тернопільської области України.

## Структурні підрозділи
- Апарат райдержадміністрації
  - Відділ організаційної  та інформаційної роботи, зв’язків з громадськістю
  - Відділ правового забезпечення, оборонної та мобілізаційної роботи
  - Загальний відділ
  - Відділ фінансово-господарського забезпечення
  - Відділ державної реєстрації
  - Відділ ведення Державного реєстру виборців
- Відділ агропромислового розвитку
- Управління соціального захисту населення
- Відділ економіки і підприємства
- Фінансове управління
- Сектор містобудування та архітектури
- Відділ освіти, молоді та спорту
- Відділ культури та туризму
- Служба у справах дітей
- Відділ з організації діяльності Центру надання адміністративних послуг
- Архівний відділ

## Особи

### Очільники
Представники Президента України:
| №  | Прізвище, ім'я, по батькові | Термін повноважень |
| -- | --------------------------- | ------------------ |
| 1. |                             |                    |

Голови райдержадміністрації:
| №  | Прізвище, ім'я, по батькові    | Термін повноважень              |
| -- | ------------------------------ | ------------------------------- |
| 1. | Василь Андрійович Петрук       | ?—?                             |
| 2. | Віктор Анатолійович Садовський | ? — 22 березня 2014             |
| 3. | Василь Іванович Габор          | 14 травня 2014 — 23 грудня 2014 |
| 4. | Юрій Мартинович Головатюк      | 28 квітня 2015 — 11 липня 2019  |
| 5. | Віталій Ярославович Кудлак     | 30 січня 2020 — 12 лютого 2021  |

### Заступники
- Віктор Штурма — перший заступник,
- Тетяна Побережна — заступниця,
- Віталій Хрищук — керівник апарату